# Lagar-Aul
Lagar-Aul (in lingua russa Лагар-Аул) è un centro abitato dell'Oblast' autonoma ebraica, situato nell'Oblučenskij rajon.